# Смерть Гарета Уильямса
Гарет Вин Уильямс (26 сентября 1978 — ок. 16 августа 2010), валлийский математик и сотрудник GCHQ, прикомандированный к Секретной разведывательной службе (SIS или MI6), был найден мёртвым при подозрительных обстоятельствах на конспиративной квартире Службы безопасности в Пимлико, Лондон, 23 августа 2010 года. Расследование показало, что его смерть была «неестественной и, вероятно, была опосредована преступником». Последующее повторное расследование столичной полиции пришло к выводу, что смерть Уильямса «вероятно была несчастным случаем». Два высокопоставленных источника в британской полиции заявили, что часть работы Уильямса была сосредоточена на России, а один подтвердил сообщения о том, что он помогал Агентству национальной безопасности США отслеживать международные маршруты отмывания денег, которые используются организованными преступными группировками, включая базирующиеся в Москве ячейки мафии.

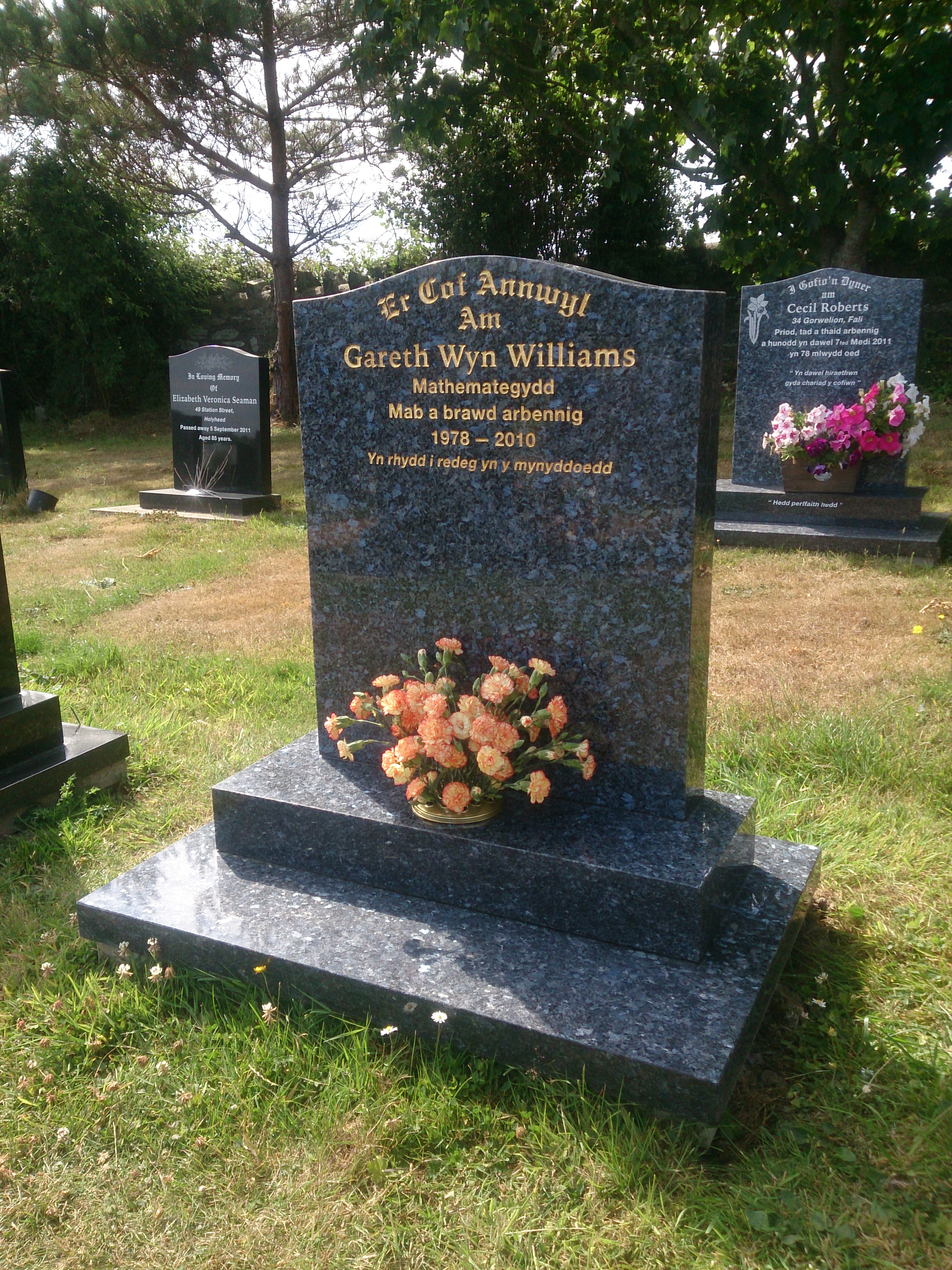
Могила Гарета Уильямса на кладбище Инис Вен, Вэлли, Англси

## Смерть
Полиция посетила квартиру Уильямса во второй половине дня в понедельник 23 августа 2010 года после того, как коллеги заметили, что он не выходил на связь в течение нескольких дней. Его разлагающиеся останки были найдены в красной сумке The North Face, закрытой снаружи на замок, в ванной комнате. Полиция проникла в его квартиру на верхнем этаже на Олдерни-стрит, Пимлико, примерно в 16:40.
Полиция обнаружила на месте происшествия ДНК как минимум двух человек, кроме Уильямса. ДНК Уильямса на раковине или застёжке сумки обнаружена не была. Семья утверждала, что отпечатки пальцев, оставленные на месте происшествия, были стерты в рамках сокрытия. Ключ от сумки лежал внутри неё.

## Расследование
На теле Уильямса не было обнаружено никаких следов насилия; алкоголя или наркотиков в крови обнаружено не было. Столичная полиция назвала смерть Уильямса «странной и необъяснимой». ФБР также провело собственное расследование по делу.
В декабре 2010 года полиция обнародовала дополнительную информацию, заявив, что Уильямс посетил ряд веб-сайтов о бондаже, хотя в ходе более позднего расследования было заявлено, что эти посещения были «спорадическими» и составляли лишь небольшую часть времени, которое он проводил в сети.
Эксперт, привлеченный для осмотра сумки, в которой было найдено тело Уильямса, пришёл к выводу, что Уильямс не мог самостоятельно закрыть её.
Было обнаружено, что в квартире Уильямса включено отопление. Было высказано предположение, что повышенная температура внутри квартиры ускорила разложение тела Уильямса.
Впоследствии полиция опубликовала фотографию E-FIT, на которой запечатлены два человека, которых они искали, которые были замечены входящими в подъезд его дома в июне или июле 2010 года.

## Повторное расследование
В 2012 году было инициировано повторное расследование. Никаких следов взлома обнаружить не удалось, но было также отмечено, что дверь и замки были сняты к тому времени, когда к делу подключились полицейские эксперты.
ДНК, обнаруженная на руке Уильямса, оказалась занесена от одного из судебно-медицинских экспертов, и полиция определила, что разыскиваемая ими пара не имела никакого отношения к расследованию. Лаборатория LGC Ltd принесла извинения семье за эту ошибку.
Заместитель помощника комиссара столичной полиции Мартин Хьюитт объявил, что, несмотря на повторное изучение всех доказательств и расследование новых версий, не было получено окончательных ответов относительно причины смерти Уильямса, и «наиболее вероятный сценарий» заключался в том, что он умер в одиночестве в своей квартире в Пимлико, в центре Лондона, в результате того, что случайно заперся в сумке.